# Cartórios de Protesto
Os Cartórios de Protesto de Títulos, ou Tabelionatos de Protesto de Títulos, são os locais onde são lavrados (feitos) os protestos de títulos e outros documentos de uma dívida. O protesto de títulos ajuda a recuperar dívidas e a desafogar o Judiciário. De cada 3 reais devidos para a União (Governo Federal), os cartórios recuperam somente 1 real.
O protesto de títulos lavrado em cartório tem segurança jurídica e foi reconhecido pelo Supremo Tribunal Federal (STF) como arma para recuperação de créditos fiscais. A Procuradoria-Geral da Fazenda Nacional (PGFN) tem utilizado os protestos para recuperar os créditos de Certidão de Dívida Ativa (CDA).
O protesto de títulos é a melhor maneira de recuperar dívidas, seja pela agilidade, seja pela segurança jurídica, além de dar publicidade da inadimplência de uma obrigação. Ou seja, provar publicamente o atraso do devedor, e garantir o direito ao crédito para quem vendeu serviço e ou produto, e não recebeu.
Os Cartórios de Protesto de Títulos têm a incumbência de checar se a dívida existe e se foi de fato contraída, evitando que homônimos sejam cobrados de forma irregular. Também é incumbência dos cartórios intimar os devedores, pois é um direito do devedor saber quem está lhe cobrando e se a dívida realmente existe.

## Funcionamento

### Os títulos protestados
Com o protesto de títulos, o credor tem a segurança jurídica da contagem de dias para aplicação da mora (atraso da obrigação) e para a prova do descumprimento da obrigação (inadimplência) do devedor. A data do protesto de títulos serve para indicar o dia inicial em que se contarão juros, taxas e correções monetárias sobre a dívida, se estes não estiverem já estipulados em um contrato.
O protesto de títulos também interrompe a prescrição cambial, ou seja, se não for pago um cheque, uma nota promissória, uma letra de câmbio ou uma duplicata, o credor tem um tempo determinado para ingressar em juízo com ação executiva para receber o que lhe é devido.

### Obrigações dos cartórios
É dever do cartório de protesto informar ao devedor pessoalmente ou por meio de carta com Aviso de Recebimento sobre a existência de uma dívida, no entanto, se o devedor for desconhecido no endereço fornecido pelo credor, se residir em local fora da competência territorial do Tabelionato, se ninguém se dispuser a receber a intimação ou a sua localização for incerta ou ignorada, o Tabelião, deve fazer intimação direta por edital, que tem legalmente o mesmo efeito da intimação feita diretamente à pessoa.
Uma pesquisa do Datafolha aponta que 63% das pessoas em São Paulo querem ser avisadas antes de serem negativadas ou protestadas.[carece de fontes?]

### Como proceder
Qualquer pessoa pode realizar um protesto de título – desde que seja o próprio beneficiário ou responsável pela empresa beneficiária, e esteja com suas obrigações civis em ordem.
Ao apresentar todos os documentos necessários, o título será distribuído automaticamente a todos os cartórios do país. O credor recebe uma via protocolada do formulário, com indicação do Tabelionato, número e data da protocolização. O devedor então será informado sobre a existência do protesto e providenciar o pagamento. Os cartórios de protesto são obrigados por lei a checar se a dívida existe e avisar o devedor, mesmo que, para isso, seja necessário publicar edital em jornal de grande circulação. 
Após receber as intimações, o devedor tem três dias úteis, não contando o do recebimento, para efetuar o pagamento, o aceite ou a devolução, ou ainda procurar o credor para negociar ou negar a dívida. Pode também encaminhar ao Tabelionato as razões de porque não efetuará o pagamento, o aceite ou a devolução, mas esta providência não impede o protesto de títulos.
Após lavrado o protesto de títulos, o devedor deve efetuar o pagamento da dívida diretamente ao credor e em seguida se dirigir ao cartório onde ele está registrado para efetuar o pagamento dos emolumentos e efetivar o cancelamento do protesto. Para cancelar um protesto, o devedor deve apresentar o título protestado ou uma carta de anuência do credor com sua firma reconhecida, contendo todos os dados do título e identificação do devedor. Em alguns casos é possível fazer uma anuência eletrônica, sem a necessidade de confecção de um documento físico para o devedor, sendo todo o procedimento de cancelamento do protesto feito de forma eletrônica.

### Gratuidade
Atualmente, os estados de São Paulo, Minas Gerais, Mato Grosso e Tocantins possuem postecipação geral e irrestrita para protesto de títulos e documentos. Dessa forma, pessoas físicas ou pessoas jurídicas podem enviar títulos e documentos para protesto sem precisar antecipar o pagamento dos emolumentos dos cartórios. Os emolumentos são pagos pelo devedor quando este quita a dívida e o credor só arca com os emolumentos (custas) no caso da desistência do protesto ou no caso da sucumbência, ou seja, quando o caso chega à Justiça. Em 2019, uma decisão do CNJ tornou gratuita a abertura de protesto em todo o território nacional.
Nos Cartórios de Protesto do Estado de São Paulo, todo o processo é feito de maneira eletrônica, sem necessidade de ir ao cartório.

### Arquivamento
Caso a Justiça peça suspensão dos efeitos do protesto, o título ficará arquivado e não constará em nenhuma consulta feita por empresas ou em certidões expedidas. Todos os instrumentos são arquivados por dez anos nos cartórios.

### Valores arrecadados
Até 50% dos valores arrecadados como emolumentos pelos cartórios, são destinados para as Santas Casas de Misericórdia, Fundo de Assistência Judiciária Gratuita e custeio de diligências dos oficiais de justiça, Poder Judiciário, Ministério Público, e também para o custeio dos atos gratuitos dos registros de nascimento e óbito. O valor pago dos emolumentos (taxas) dos cartórios de protesto são fixados pelo Poder Legislativo, conforme Lei nº 10.169/2000.

## Documentos protestáveis
São documentos protestáveis:
- Cheques
- Confissões de dívida
- Contratos de honorários
- Contratos de compra e venda de bens móveis (como veículos)
- Contratos de locação
- Contratos de alienação fiduciária
- Contrato de arrendamento mercantil
- Contrato de câmbio
- Cédula de Crédito Bancário por Indicação
- Duplicatas
- Letras de câmbio
- Nota de Crédito Comercial
- Nota Promissória
- Termo de Acordo
- Termo de Conciliação da Justiça do Trabalho
- Triplicata de Venda Mercantil
- Triplicata de Prestação de Serviços
- Cédula de Crédito Comercial
- Cédula de Crédito à Exportação
- Cédula de Crédito Industrial
- Cédula de Crédito Rural
- Certidão de Crédito Trabalhista
- Certidão da Dívida Ativa
- Cédula Hipotecária
- Conta Judicialmente Verificada
- Contrato de Mútuo
- Cédula Rural Pignoratícia Hipotecária
- Cédula do Produtor Rural
- Conta de Prestação da Serviços
- Contrato de Compra e Venda com Reserva de Domínio
- Cédula Rural Hipotecária
- Cédula Rural Pignoratícia
- Duplicata de Venda Mercantil
- Duplicata de Venda Mercantil por Indicação
- Duplicata Rural
- Duplicata de Prestação de Serviços
- Duplicata de Prestação de Serviços por Indicação
- Encargos Condominiais
- Nota de Crédito à Exportação
- Nota de Crédito Industrial
- Nota de Crédito Rural
- Nota Promissória Rural
- Sentença Judicial
- Warrant